# Heidelberg Materials
HeidelbergCement AG es una compañía cementera y de producción de materiales de construcción alemana con sede en Heidelberg. La compañía es la productora número 1 del mundo en agregados, el número 2 en cemento y número 3 en concreto premezclado. El grupo opera en 60 países con 60.000 empleados y 3.000 ubicaciones. 
HeidelbergCement opera en 139 plantas de cemento con una capacidad de producción de 125.7 millones de toneladas de cemento por año, posee más de 1.500 plantas de concreto premezclado y más de 600 plantas de agregados. En 2017, la empresa registró una facturación de 17,3 mil millones de euros y 1.058 millones de euros en ingresos netos.
HeidelbergCement ocupa el puesto N.º 482 en el Forbes Global 2000 a partir del año fiscal 2017. La compañía llegó a mediados de 2018 a un valor bursátil de aproximadamente 19 mil millones de dólares.

## Historia

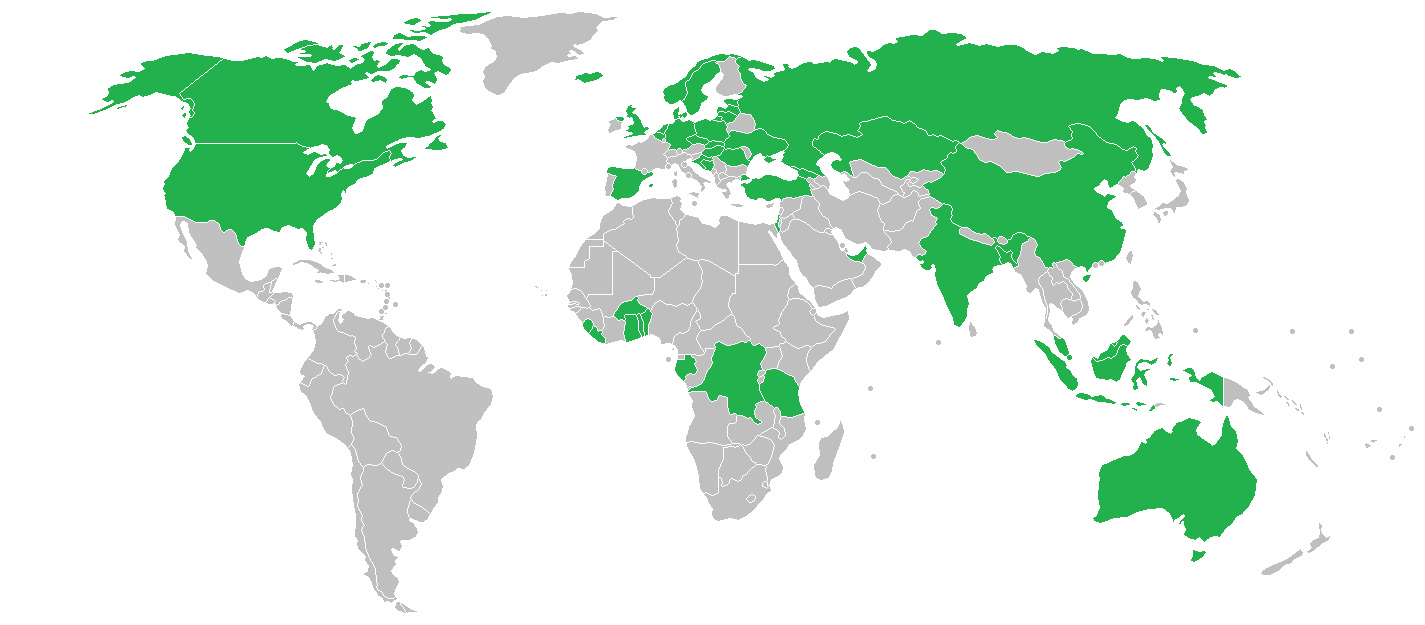
Plantas de producción de HeidelbergCement en todo el mundo.

La compañía fue fundada en 5 de junio de 1874 por Johann Philipp Schifferdecker, en Heidelberg, Baden-Württemberg, Alemania. Producía 80.000 toneladas anuales de cemento portland en 1896. Numerosas compañías fueron tomadas el control a partir de 1914, y por 1936 la producción era de un millón de toneladas anuales. Las actividades en el extranjero empezaron con la adquisición de parte de Vicat Cement, de Francia. La compañía producía 8,3 millones de toneladas en 1972. En 1977, un programa masivo de adquisiciones en Norteamérica se inició con la compra de Lehigh Cement. En 1990, se inició la expansión al Europa del Este. En 1993, adquirió parte de SA Cimenteries CBR de Bélgica que disponía de importantes operaciones multinacionales. Desde entonces ha continuado expandiéndose, con la compra completa de CBR, y adquisiciones en Europa Oriental y Asia. Un paso importante fue la adquisición de Scancem en 1999, con operaciones en el Norte de Europa así como en África. En 1999 fue incluida a la corporación Indocement de Indonesia. En 2007, fue adquirida la compañía británica Hanson, una transacción valorada en $15.800 millones, que dio a la compañía una posición fuerte en el Reino Unido y Estados Unidos, y convirtió HeidelbergCement en el mayor productor de agregados de construcción.

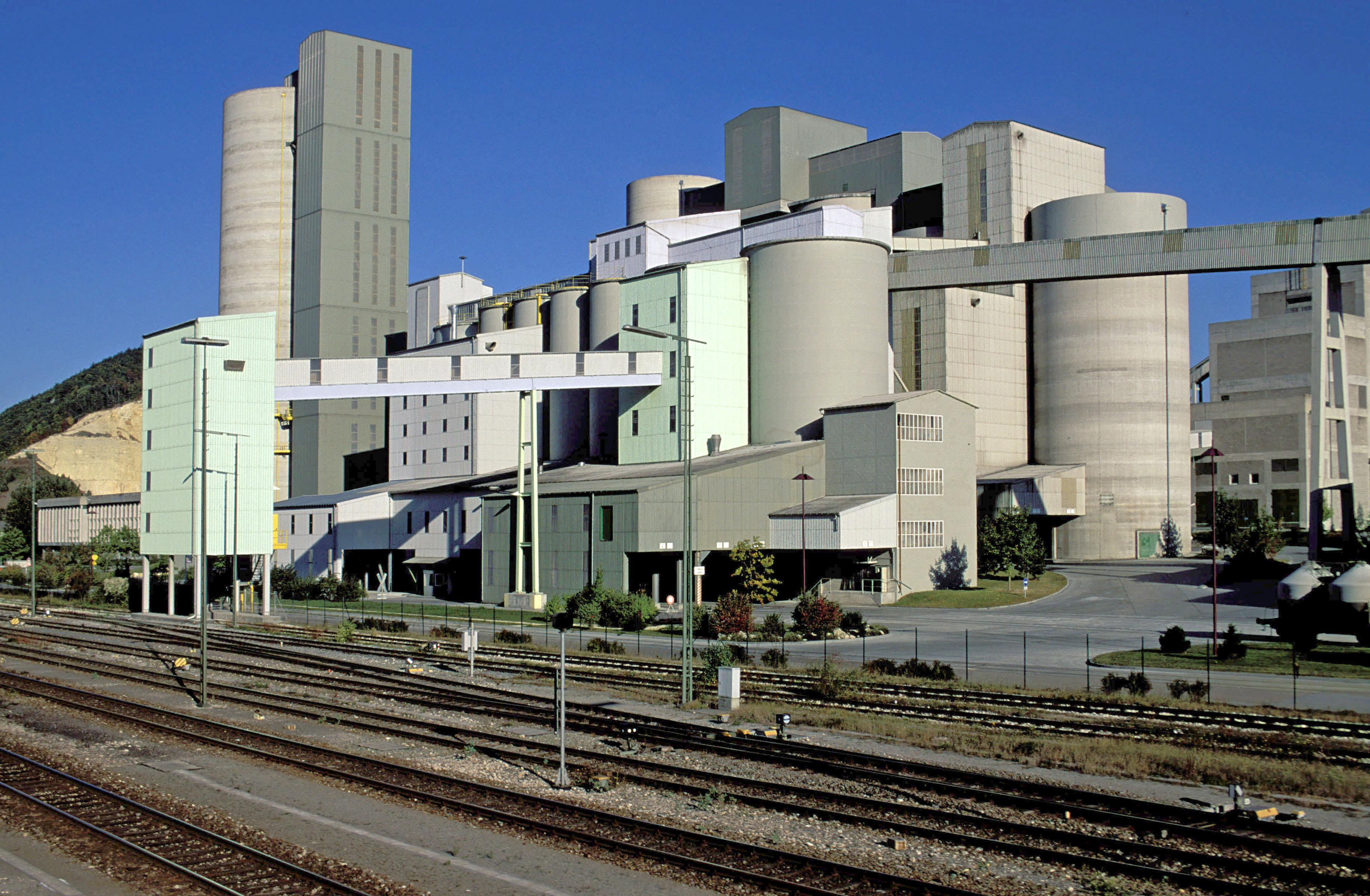
Planta de HeidelbergCement en Schelklingen, Alemania.

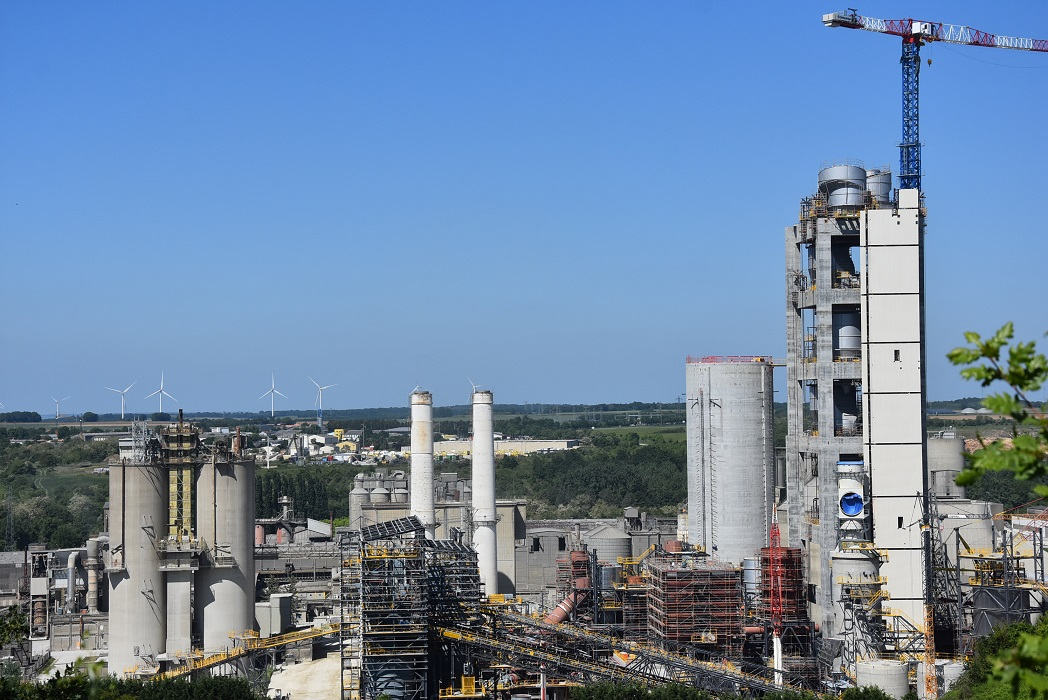
Planta en construcción en Francia, primavera de 2025.

HeidelbergCement tiene en 2010 29 plantas cementeras y de molienda en Europa Occidental y del Norte, 19 en Europa Oriental y Asia Central, 16 plantas cementeras en Norteamérica, 14 en África y en la Cuenca Mediterránea. La compañía vendió el Grupo Maxit y el 35% de las acciones en Vicat Cement para financiar la adquisición de Hanson plc en agosto de 2007. En la mayoría de países europeos en los que el Grupo está presente, HeidelbergCement es líder en el mercado en el negocio de cemento. En algunos casos sus instalaciones industriales producen importantes emisiones que afectan a la población vecina, como es el caso de la cementera Heidelberg de Málaga, considerada una de las empresas más contaminantes de Andalucía en el periodo 2006-16.
Adolf Merckle y su familia eran uno de los mayores inversores en HeidelbergCement, hasta su suicidio en enero de 2009. Un aumento de capital de HeidelbergCement en septiembre de 2009, combinado con una venta de las acciones de la familia Merckle, ha abierto la compañía a nuevos inversores internacionales y ha aumentado su peso en bolsa.
HeidelbergCement fue admitida en el Índice bursátil alemán DAX el 21 de junio de 2010.